# Пэйсянь
Пэйся́нь (кит. упр. 沛县, пиньинь Pèi xiàn) — уезд городского округа Сюйчжоу провинции Цзянсу (КНР).

## История
Уезд был создан ещё во времена самого первого централизованного государства на территории Китая — империи Цинь.
В годы второй мировой войны оказался в составе образованной марионеточными прояпонскими властями провинции Хуайхай.
После образования КНР уезд вошёл в состав Специального район Тэнсянь (滕县专区) провинции Шаньдун. В 1953 году была образована провинция Цзянсу, и уезд вошёл в состав Специального района Сюйчжоу (徐州专区) провинции Цзянсу.
В 1970 году Специальный район Сюйчжоу был переименован в Округ Сюйчжоу (徐州地区).
В 1983 году был расформирован Округ Сюйчжоу и образован городской округ Сюйчжоу, и уезд вошёл в его состав.

## Административное деление
Уезд делится на 15 посёлков.